# John Murray (oceanografo)

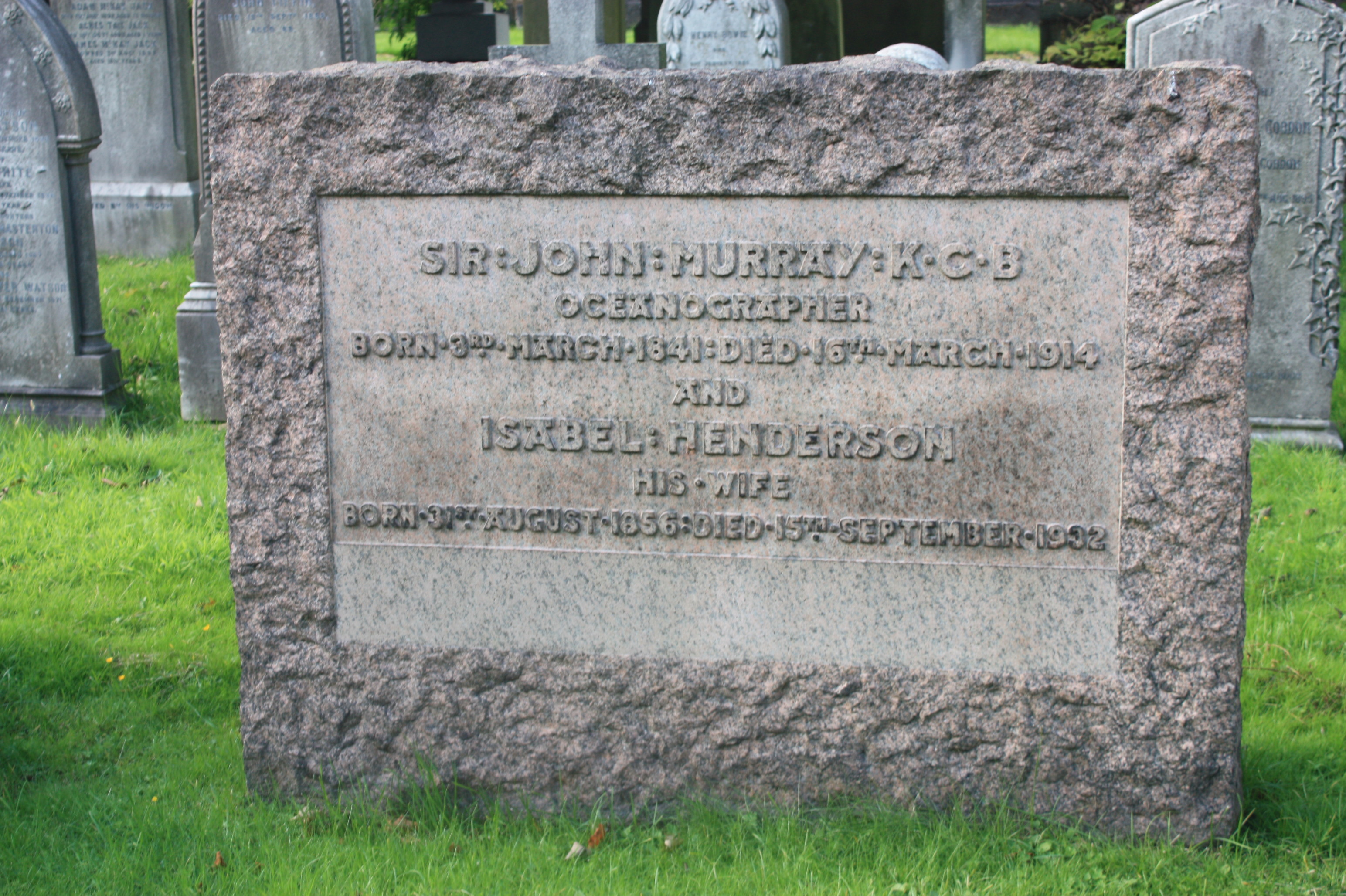
Tomba di John Murray, cimitero di Dean

John Murray (Cobourg, 3 marzo 1841 – Kirkliston, 16 marzo 1914) è stato un oceanografo, biologo marino e limnologo britannico scozzese.

## Gioventù
Murray nacque a Cobourg, Provincia del Canada, da genitori scozzesi (Robert Murray, ragioniere, ed Elizabeth Macfarlane), emigrati sette anni prima. Fece ritorno in Scozia da ragazzo e fu istruito alla Stirling High School ed all'università di Edimburgo (1864–1865), abbandonando quasi subito per unirsi nel 1868 ad una caccia alla balena a Spitsbergen in qualità di chirurgo.
Tornò ad Edimburgo per completare gli studi (1868–1872) in geologia con Archibald Geikie, e in filosofia della natura con Peter Guthrie Tait.

## Spedizione Challenger
Tait presentò Murray a Charles Wyville Thomson, il quale era stato nominato a capo della spedizione Challenger. Nel 1872 Murray si unì a Wyville Thomson come suo assistente in questa spedizione lunga quattro anni dedicata all'esplorazione delle profondità oceaniche di tutto il mondo. Dopo che Wyville Thompson cedette allo stress per la pubblicazione del resoconto della spedizione Challenger, Murray ne prese il posto pubblicando oltre 50 volumi, opera completata nel 1896.
Nel 1884, Murray fondò il Marine Laboratory a Granton (Edimburgo), il primo del suo genere nel Regno Unito. Nel 1894 questo laboratorio fu trasferito a Millport (isola di Cumbrae) nella Firth of Clyde, diventando l'University Marine Biological Station (Millport), precursore dell'attuale Scottish Association for Marine Science di Dunstaffnage, nei pressi di Oban, Argyll e Bute.
Nel 1909, Murray scrisse al governo norvegese affermando che se gli avessero prestato il vascello Michael Sars per una ricerca lunga quattro mesi, condotta sotto la guida scientifica di Johan Hjort, allora Murray avrebbe pagato tutte le spese. Un inverno di preparativi portò alla più ambiziosa ricerca oceanografica di sempre. Il libro del 1912 scritto da Murray e Hjort, The Depths of the Ocean, divenne subito un classico per i naturalisti marini e per gli oceanografi.
Fu il primo a notare l'esistenza della dorsale medio atlantica e delle fosse oceaniche. Scoprì anche i depositi di sedimenti provocati dal deserto del Sahara nelle profondità oceaniche e pubblicò numerosi trattati sulle sue scoperte. Il suo maggior contributo alla scienza fu la co-organizzazione di uno studio batimetrico di 562 laghi d'acqua dolce scozzesi nel 1897, che comportò oltre 60 000 scandagli, i cui risultati furono pubblicati in sei volumi nel 1910. Fu il presidente della Royal Scottish Geographical Society dal 1898 al 1904, e fu eletto membro della Royal Society nel giugno 1896, essendo stato premiato con la Medaglia Royal l'anno precedente.
Murray morì quando la sua macchina si ribaltò nei pressi di casa il 16 marzo 1914 a Kirkliston, vicino ad Edimburgo. È sepolto nel cimitero Dean di Edimburgo lungo il sentiero principale della sezione settentrionale del cimitero originale.

## Riconoscimenti
Fu nominato Cavaliere Commendatore dell'Ordine del Bagno nel 1898. Fu insignito della medaglia Clarke della Reale Società del Nuovo Galles del Sud nel 1900. Il suo nome viene ricordato nei 'Laboratori John Murray' dell'università di Edimburgo, nella John Murray Society dell'università di Newcastle e nella nave oceanografica della Scottish Environment Protection Agency S.V. Sir John Murray. Il suo nome è stato dato anche al polpo cirrothauma murrayi, che vive ad una profondità tra i 1500 ed i 4500 metri e non sa riconoscere gli oggetti, così come alle spugne marine Murrayonida.
Nel 1911 fondò la medaglia Alexander Agassiz, concessa dall'Accademia nazionale delle scienze degli Stati Uniti d'America in memoria dell'amico Alexander Emanuel Agassiz (1835–1910).